# 남동현 (배우)
남동현(1990년 11월 20일~)은 대한민국의 배우이다. 활동명은 '지수현'이다.

## 학력
- 디지털서울문화예술대학교 연극영화과

## 출연작

### 영화
- 《범털 2: 쩐의 전쟁》(2021년) - 땅개 역
- 《레나》(2016년) - 경찰 1 역
- 《좀비스쿨》(2014년) - 학생 동현 역
- 《욕망의 독:중독》(2014년) - 중간경철 역

### 드라마
- 《괜찮아, 사랑이야》(2014년, SBS) - 출판사직원 역

### 연극
- 《우리가 처음 사랑했던 소년》
- 《말괄량이 길들이기》

### 뮤지컬
- 《알타보이즈》

### 광고
- 대한적십자
- 신협
- 나이키
- 아디다스
- 서울시광고
- 유니클로
- SKT-TGI편
- 이니스프리플레이그린